# Theretra griseomarginata
Theretra griseomarginata là một loài bướm đêm thuộc họ Sphingidae. Nó được tìm thấy ở Ấn Độ.
Con bướm có râu dài quá chóp cánh trước.